# UNIFIL

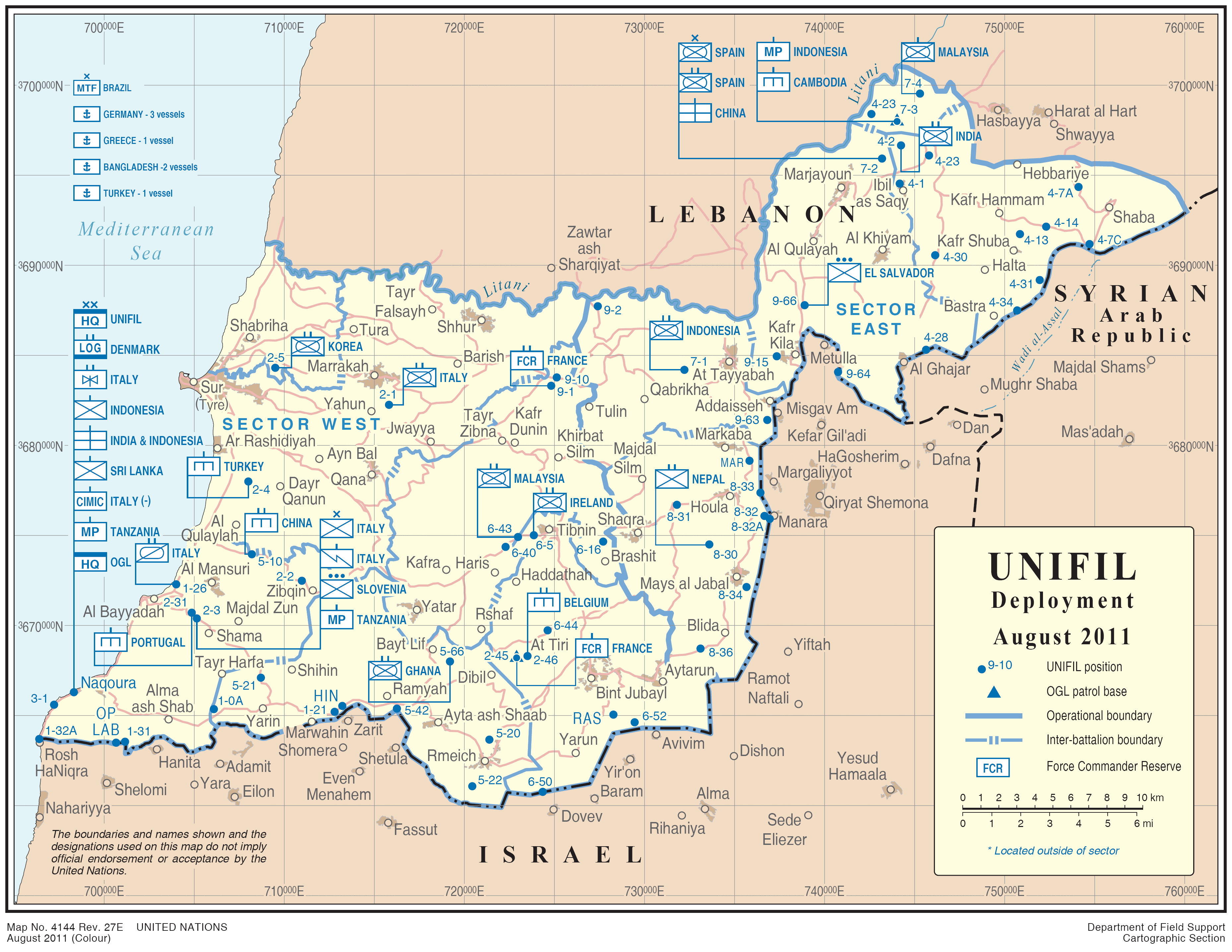
UNIFIL situatie in augustus 2011

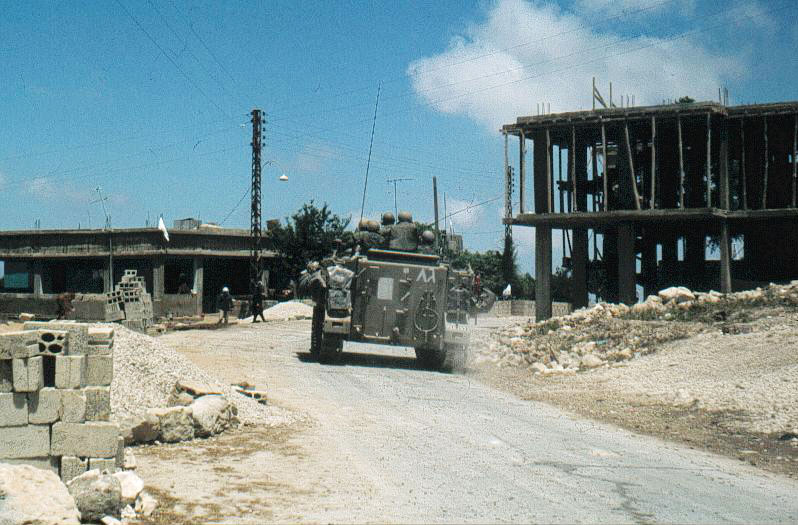
Israëlische soldaten in Libanon op 8 juni 1982

De United Nations Interim Force in Lebanon (UNIFIL), of Interim-vredesmacht van de VN in Libanon, is een VN-vredesmacht.

## Achtergrond
In 1978, tijdens de Libanese Burgeroorlog, werd het zuiden van Libanon bezet door het Israëlische leger in Operatie Litani. Dit werd door de internationale gemeenschap als een verdere verslechtering van de situatie in het Midden-Oosten gezien. Resolutie 425 van de Veiligheidsraad stelt expliciet het belang van het respecteren en herstellen van de soevereiniteit van Libanon vast, en eist de terugtrekking van het Israëlische leger. Om dit te bewerkstelligen moet een VN-vredesmacht in Zuid-Libanon worden gestationeerd. In resolutie 426 wordt hiertoe definitief besloten. Hierop trokken de Israëlische troepen zich (gedeeltelijk) uit dit gebied terug. Een 10 tot 15 km diepe strook langs de grens met Israël werd door Israël overgedragen aan ongeregelde Libanese bondgenoten – het Zuid-Libanese Leger – in plaats van aan UNIFIL. Dit was volgens sommigen een schending van de net aangenomen resoluties.
Toen Israël in 1982 opnieuw Libanon binnenviel en daarmee de resolutie van de Veiligheidsraad schond, werd UNIFIL de facto militair buiten spel gezet. Gedurende de Israëlische bezetting kon de VN slechts zorgen voor de lokale bevolking. Pas bij de volledige terugtrekking van Israël in 2000 kon UNIFIL haar militaire taken opnieuw opnemen.
In totaal stierven tot het uitbreken van de Israëlisch-Libanese crisis van juli 2006 257 soldaten en ondersteunend personeel van UNIFIL.

## Latere situatie

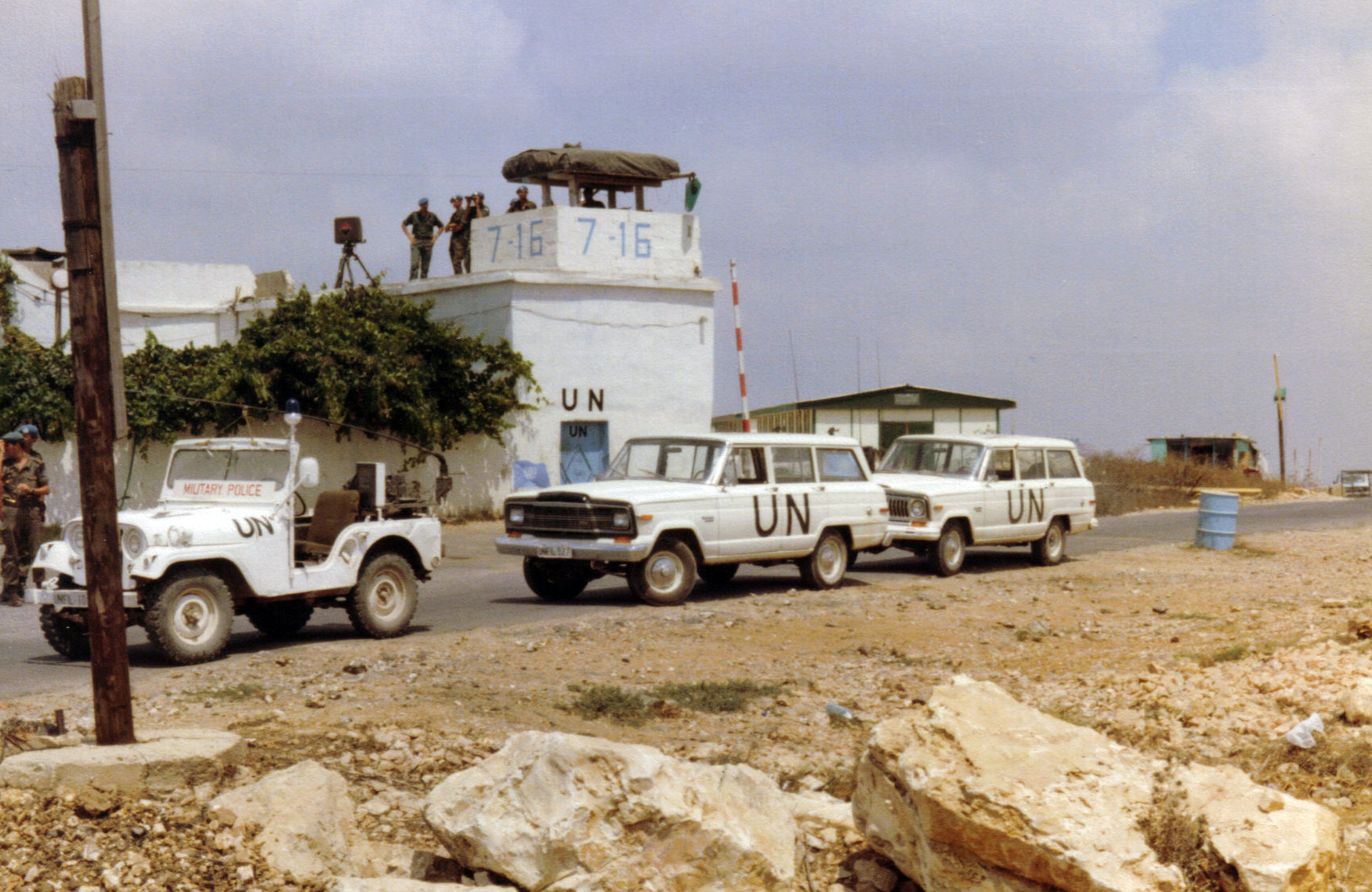
UNIFIL-checkpoint in Zuid-Libanon

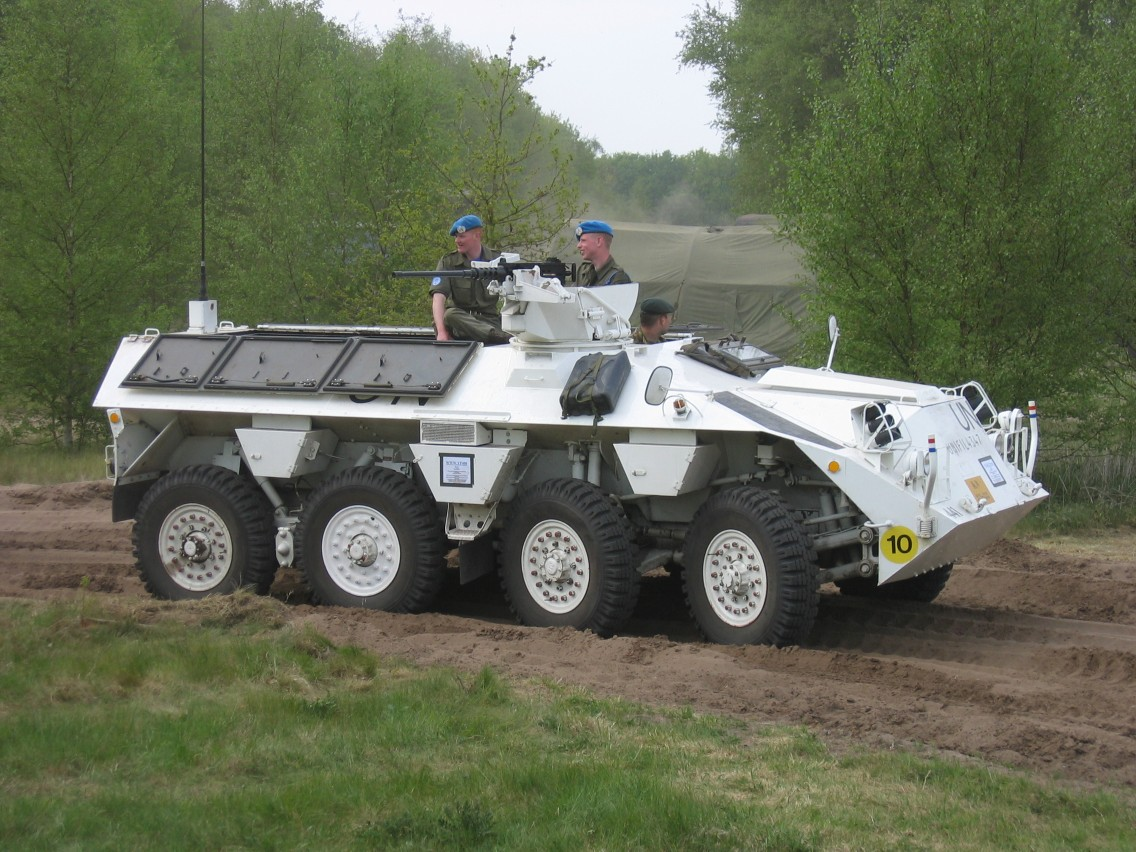
DAF YP-408 van UNIFIL

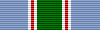
Baton van de UNIFIL-medaille, met het voor UNIFIL vast-gestelde blauwe lint. Het lint heeft daarnaast meestal betrekking op de kleuren van het land waar de vredesmissie wordt uitgevoerd. In dit geval de kleuren rood, wit en groen in de vlag van Libanon.

Op 25 juli 2006 werden vier UNTSO-soldaten gedood door een Israëlische luchtaanval. De soldaten waren afkomstig uit Oostenrijk, Canada, China en Finland. Volgens de VN zaten de soldaten in een bunker onder de post en werd er in totaal 14 keer op hen geschoten.

Op 29 december 2006 zijn twee Belgische VN-soldaten gewond geraakt bij het opruimen van mijnen in het zuiden van Libanon.

Op 6 maart 2007 hebben twee Belgische VN-soldaten het leven gelaten tijdens een patrouille. Zij zijn om nog onbekende redenen in een ravijn terechtgekomen. Twee dagen later heeft ook nog een derde militair, die na het ongeval in coma raakte, het leven gelaten. Een vierde Belg werd gerepatrieerd.

Op 3 september 2008 kwam een vierde Belgische militair in het zuiden van Libanon om het leven toen een Israëlische clusterbom, die hij aan het ontmantelen was, in zijn handen ontplofte.
In 2012 was UNIFIL nog altijd, zij het in een andere bezetting en samenstelling dan in 1978, aanwezig in Zuid-Libanon. In totaal waren er zo'n 12.000 blauwhelmen ter plekke. Daarnaast waren er zo'n 50 UNTSO-waarnemers en zo'n 1000 burgers aanwezig. De vredesmacht bestond uit soldaten afkomstig uit Bangladesh, Belarus, België, Brazilië, Brunei, Cambodja, China, Kroatië, Cyprus, Denemarken, El Salvador, Frankrijk, Macedonië, Duitsland, Ghana, Griekenland, Guatemala, Hongarije, India, Indonesië, Ierland, Italië, Luxemburg, Maleisië, Nepal, Nigeria, Portugal, Qatar, Zuid-Korea, Servië, Sierra Leone, Slovenië, Spanje, Sri Lanka, Tanzania en Turkije. De Spaanse Generaal Alberto Asarta Cuevas is het hoofd van UNIFIL.